# Oegoconia
Oegoconia é um gênero de traça pertencente à família Agonoxenidae.